# Закон України «Про суспільну мораль»
Закон України «Про захист суспільної моралі» — закон, що встановлював правові основи захисту суспільства від розповсюдження продукції, що негативно впливає на суспільну мораль. Був ухвалений Верховною Радою України 20 листопада 2003 року та набрав чинності з дня його опублікування.

## Статус закону
Закон України «Про захист суспільної моралі» втратив чинність 13 грудня 2022 року на підставі Закону України № 2849-IX «Про медіа» від 13.12.2022, який уніфікував законодавство у сфері медіа та замінив низку попередніх законів, зокрема і цей.

### Історія та зміст
Закон був розроблений з метою регулювання обігу інформаційної продукції, що могла б, на думку законотворців, загрожувати моральному та психологічному стану населення. Він містив визначення термінів, таких як «видовищний захід сексуального характеру», «дитяча порнографія», «порнографія», «продукція еротичного характеру», «продукція порнографічного характеру» та інші.
Основні положення закону передбачали:
- Заборону виробництва та обігу продукції порнографічного характеру.
- Дозвіл на виробництво та обіг продукції еротичного характеру та продукції, що містить елементи насильства та жорстокості, виключно за умови дотримання встановлених обмежень.
- Заборону розповсюдження продукції, що пропагує війну, національну та релігійну ворожнечу, фашизм, принижує націю чи особистість, пропагує бузувірство, неповагу до батьків, наркоманію, алкоголізм тощо. Згодом були внесені зміни щодо заборони виправдовування збройної агресії Російської Федерації проти України.
- Особливі умови розповсюдження продукції сексуального чи еротичного характеру (спеціально відведені місця, герметична упаковка, маркування).
- Захист дітей від негативного впливу такої продукції та діяльності, що до неї залучає.
- Обмеження щодо публічної демонстрації продукції з елементами еротики засобами масової інформації (наприклад, трансляція лише в нічний час, обов'язкові попередження).
- Особливості рекламної діяльності для продукції сексуального чи еротичного характеру.
- Повноваження органів державної влади щодо контролю у сфері захисту суспільної моралі.

### Критика та ліквідація Національної експертної комісії
Закон України «Про захист суспільної моралі» та створена на його основі Національна експертна комісія України з питань захисту суспільної моралі (НЕК) з 2004 року піддавалися значній критиці з боку правозахисних організацій, журналістських спільнот та частини громадськості.
Основні претензії стосувалися:
- Розмитості та суб'єктивності формулювань: Терміни, такі як «суспільна мораль», «порнографія», «еротика», були визначені нечітко, що дозволяло їх довільне тлумачення та застосування.
- Загрози свободі слова: Існували побоювання, що закон може використовуватися для цензури та обмеження свободи вираження поглядів. НЕК була звинувачена у прийнятті суперечливих рішень, зокрема щодо дитячих мультфільмів та творів мистецтва.
- Дублювання функцій: Деякі функції НЕК перетиналися з повноваженнями інших державних органів.
- Ефективність: Діяльність комісії не завжди сприймалася як ефективна у боротьбі з реальними загрозами, такими як дитяча порнографія, натомість створювала бюрократичні перепони.

10 лютого 2015 року Верховна Рада України ухвалила Закон України «Про внесення змін до деяких законів України щодо припинення функцій із державного контролю у сфері захисту суспільної моралі», яким ліквідувала Національну експертну комісію України з питань захисту суспільної моралі.  

### Втрата чинності
Остаточна втрата чинності Закону України «Про захист суспільної моралі» відбулася з прийняттям Закону України «Про медіа» 13 грудня 2022 року, який комплексно врегулював діяльність у медіа-сфері, скасувавши низку застарілих актів.